# تيبور تاكاس
تيبور تاكاس (بالمجرية: Takács Tibor)‏ هو مخرج مجري، ولد في 11 سبتمبر 1954 في بودابست في المجر.

## وصلات خارجية
- تيبور تاكاس على موقع IMDb (الإنجليزية)
- تيبور تاكاس على موقع ألو سيني (الفرنسية)
- تيبور تاكاس على موقع أول موفي (الإنجليزية)
- تيبور تاكاس على موقع قاعدة بيانات الأفلام السويدية (السويدية)
- تيبور تاكاس على موقع قاعدة بيانات الفيلم (الإنجليزية)
- تيبور تاكاس على موقع كينوبويسك (الروسية)